# Contea di Huaiyuan
La Contea di Huaiyuan (怀远县S, Huáiyuǎn XiànP) è una contea della Cina, situata nella provincia dell'Anhui.